# Puerto de Leixões
El puerto de Leixões es un puerto de Portugal, ubicado en el municipio de Matosinhos, al norte de la desembocadura del Duero. Está operado por Yilport, filial del conglomerado turco Yildirim. En 2018 movió 19,2 MTn de carga. Se trata de uno de los puertos más importantes del país y el más importante de la Región Norte.